# Binger Kurverein
Der Binger Kurverein vom 17. Januar 1424 war ein gegen die Politik von König Sigismund gerichtetes Bündnis der Kurfürsten des Heiligen Römischen Reiches. Mit Ausnahme des Königs von Böhmen – Sigismund hatte dieses Amt gleichzeitig inne – gehörten ihm die übrigen sechs Kurfürsten an. Ziel war die Wahrung der Rechte der Kurfürsten und des Reiches sowie ein stärkeres Mitspracherecht in der Reichspolitik.

## Geschichte
In Form eines Kurfürstentages trafen sich Dietrich II. von Moers (Erzbischof von Köln), Konrad III. von Dhaun (Erzbischof von Mainz), Otto von Ziegenhain (Erzbischof von Trier), Ludwig III. von der Pfalz, Friedrich I. von Sachsen und Friedrich I. von Brandenburg in Bingen am Rhein.
Es wurde verabredet, Streitigkeiten zwischen den Kurfürsten selbst zukünftig friedlich zu klären. Außerdem beschlossen sie, die Hussiten zu bekämpfen. Bei einem möglichen kommenden neuen Schisma der Kirche wollten die Kurfürsten eine gemeinsame Linie einhalten. Außerdem beschlossen sie, bei wichtigen Sachen des Reiches und in Angelegenheiten der Kurfürsten zusammen zu handeln. Hierfür schlossen sie einen Bund, der für die Lebenszeit der unterzeichnenden Partner währen sollte.
Dahinter steckte vor allem die Kritik an König Sigismund. Man warf diesem, der 1418 nach Ungarn gegangen war, vor, das Reich angesichts der Hussitenkriege im Stich gelassen zu haben. Die Kurfürsten sahen sich daher berechtigt, die höchsten Reichsaufgaben selbst zu übernehmen. Eine dauerhafte Änderung der Verfassung des Reiches hat man aber wohl nicht angestrebt.
Wie bedeutend das Standesbewusstsein der Kurfürsten war, zeigt auch die Tatsache, dass der gerade erst vom König zum Kurfürsten ernannte Friedrich von Sachsen dem Kurverein zunächst beitrat. Die Solidarität mit den anderen Kurfürsten war offenbar größer als die Dankbarkeit dem König gegenüber.
Sigismund gelang es jedoch, Friedrich von Sachsen und Albrecht von Österreich auf seine Seite zu ziehen. Dies schwächte die kurfürstliche Opposition und ließ den Kurverein faktisch auseinanderbrechen. Bei einem Treffen 1427 waren nur noch die rheinischen Kurfürsten anwesend. Allerdings bedeutete dies nicht das Ende der kurfürstlichen Opposition. Diese folgten 1425 nicht dem königlichen Ruf nach Wien. Im Jahr 1426 blieben zumindest die rheinischen Kurfürsten fern und 1429 war noch einmal die Absetzung des Königs im Gespräch. Nach der Rückkehr des Königs ins Reich 1430 und dem Basler Konzil begann sich das Verhältnis zwischen König und Kurfürsten zu verändern.